# Paraliochthonius vachoni
Espèce
Paraliochthonius vachoni est une espèce de pseudoscorpions de la famille des Chthoniidae.

## Distribution
Cette espèce est endémique de Nouvelle-Calédonie. Elle se rencontre vers Port Boisé.

## Description
Le mâle holotype mesure 1,62 mm.

## Étymologie
Cette espèce est nommée en l'honneur de Max Vachon.

## Publication originale
- Harvey, 2009 : The first Australasian species of the halophilic pseudoscorpion genus Paraliochthonius (Pseudoscorpiones: Chthoniidae). Records of the Western Australian Museum, vol. 25, no 3, p. 329-344 (texte intégral).